# Sani Pass
Il Sani Pass è un valico che raggiunge quota 2.900 m s.l.m.; è la via che collega il Lesotho e il KwaZulu-Natal, provincia del Sudafrica. Il termine San è legato all'ultimo capo della tribù dei boscimani ucciso nella metà del XIX secolo, che abitava queste montagne e che dà il nome al passo stesso dove oggi risiede la popolazione dei Sotho.
Nel 1955 David Alexander, a capo di una compagnia di trasporti, era il responsabile degli scambi commerciali tra Lesotho e Sudafrica fece costruire il primo collegamento.
Negli anni '70, la strada, sterrata, fu prolungata fino a Mokhotlong, primo centro abitato che si incontra dopo aver percorso 100 chilometri dal Sani Pass.
Nel 2006 il governo del Sud Africa in accordo con il Regno del Lesotho in vista dei Mondiali di Calcio 2010 propose di asfaltare la strada alimentando proteste delle comunità locali e degli ambientalisti.